# Сборная Уругвая по регби
Сборная Уругвая по регби представляет Уругвай в международных матчах и соревнованиях по регби-15 высшего уровня. Команда управляется Регбийным союзом Уругвая. Первый матч сборной прошёл в 1948 году, когда уругвайцы встретились со сборной Чили и уступили со счётом 3:21. Команда трижды принимала участие в розыгрышах кубка мира — в 1999, 2003 и 2015 годах. В 1981 году уругвайцы стали чемпионами Южной Америки — это единственный случай в истории, когда чемпионами стала не сборная Аргентины. Тем не менее, регбисты Уругвая ни разу не обыгрывали аргентинских соперников в официальном матче. 19 раз Уругвай становился обладателем серебряных медалей этого турнира и ещё в 9 сезонах финишировал на третьем месте. Сборная Уругвая играет в сине-чёрных цветах, используя в гостях бело-голубую форму. Южноамериканцы известны под прозвищем Teros, то есть пигалицы.

## Чемпионат мира
| Чемпионат мира | Чемпионат мира    | Чемпионат мира    | Чемпионат мира    | Чемпионат мира    | Чемпионат мира    | Чемпионат мира    | Чемпионат мира    |                | Квалификация   | Квалификация   | Квалификация   | Квалификация   | Квалификация   | Квалификация |
| Год            | Итог              | И                 | В                 | Н                 | П                 | О+                | О-                | И              | В              | Н              | П              | О+             | О-             |              |
| -------------- | ----------------- | ----------------- | ----------------- | ----------------- | ----------------- | ----------------- | ----------------- | -------------- | -------------- | -------------- | -------------- | -------------- | -------------- | ------------ |
| 1987           | не приглашены     | не приглашены     | не приглашены     | не приглашены     | не приглашены     | не приглашены     | не приглашены     | —              | —              | —              | —              | —              | —              |              |
| 1991           | не участвовали    | не участвовали    | не участвовали    | не участвовали    | не участвовали    | не участвовали    | не участвовали    | не участвовали | не участвовали | не участвовали | не участвовали | не участвовали | не участвовали |              |
| 1995           | не прошли отбор   | не прошли отбор   | не прошли отбор   | не прошли отбор   | не прошли отбор   | не прошли отбор   | не прошли отбор   | 3              | 2              | 0              | 1              | 91             | 28             |              |
| 1999           | групповой этап    | 3                 | 1                 | 0                 | 2                 | 42                | 97                | 9              | 6              | 0              | 3              | 209            | 188            |              |
| 2003           | групповой этап    | 4                 | 1                 | 0                 | 4                 | 56                | 255               | 6              | 3              | 0              | 3              | 115            | 144            |              |
| 2007           | не прошли отбор   | не прошли отбор   | не прошли отбор   | не прошли отбор   | не прошли отбор   | не прошли отбор   | не прошли отбор   | 6              | 2              | 0              | 4              | 86             | 140            |              |
| 2011           | не прошли отбор   | не прошли отбор   | не прошли отбор   | не прошли отбор   | не прошли отбор   | не прошли отбор   | не прошли отбор   | 6              | 3              | 1              | 2              | 194            | 107            |              |
| 2015           | групповой этап    | 4                 | 0                 | 0                 | 4                 | 30                | 226               | 8              | 6              | 1              | 1              | 239            | 146            |              |
| 2019           | групповой этап    | 4                 | 1                 | 0                 | 3                 | 60                | 140               | 8              | 8              | 0              | 0              | 318            | 160            |              |
| 2023           | квалифицировались | квалифицировались | квалифицировались | квалифицировались | квалифицировались | квалифицировались | квалифицировались |                |                |                |                |                |                |              |
| Всего          | 4/7               | 15                | 3                 | 0                 | 12                | 188               | 718               | 46             | 30             | 2              | 14             | 1252           | 913            |              |